# Рышков, Михаил Петрович
Михаил Петрович Рышков (8 ноября 1904, Старовеличковская, Кубанская область — 24 апреля 1977, Ростов-на-Дону) — советский военачальник, генерал-майор (11 июля 1945).

## Биография
Михаил Петрович Рышков родился 8 ноября 1904 года в станице Старовеличковская Таманского отдела Кубанской области.
В декабре 1924 года окончил краевую финансовую школу в Ростове-на-Дону, после чего работал помощником налогового инспектора и налоговым инспектором в Армавирском финансовом отделе.

### Довоенное время
В октябре 1926 года призван в ряды РККА и направлен в переменный состав 88-го кавалерийского полка (12-я Кубанская кавалерийская дивизия) и после окончания полковой школы служил помощником командира взвода, а в ноябре 1930 года оставлен на сверхсрочную службу старшиной пулемётного эскадрона. В мае 1931 года М. П. Рышков выдержал испытание экстерном за курс нормальной кавалерийской школы, после чего назначен на должность командира взвода в составе этого же эскадрона. В марте 1933 года направлен на учёбу на кавалерийские Курсы усовершенствования командного состава РККА в Новочеркасске, после окончания которых в июне того же года вернулся в 88-й кавалерийский полк и назначен на должность командира пулемётного взвода полковой школы.
В ноябре 1933 года назначен на должность командира пулемётного эскадрона в составе 69-го кавалерийского полка (Северокавказский военный округ), в феврале 1935 года — на должность командира пулемётного эскадрона в составе 88-го кавалерийского полка, а в июле 1937 года переведён в штаб 12-й Кубанской кавалерийской дивизии, где служил начальником 4-й части и помощником начальника 1-й части.
В ноябре 1938 года капитан М. П. Рышков направлен на учёбу на курсы штабных командиров при Военной академии имени М. В. Фрунзе, а в мае 1939 года переведён на основной факультет этой же академии, после окончания которого 4 мая 1941 года назначен на должность начальника 1-го отделения штаба 129-й стрелковой дивизии (34-й стрелковый корпус, Северокавказский военный округ), дислоцированной в Сталинграде. В конце мая — начале июня 129-я стрелковая дивизия передислоцирована в район города Белая Церковь (Киевский военный округ), где включена в состав 19-й армии.

### Великая Отечественная война
С началом войны дивизия была передислоцирована в район Красное, Демидов, после чего вела оборонительные боевые действия в районе Смоленска, а с 15 июля — непосредственно за город. В начале августа дивизия отошла на левый берег Днепра в районе Соловьёвской переправы и заняла оборону на реке Устром от места слияния с Днепром и далее по реке в направлении Ельни. В конце августа майор М. П. Рышков назначен на должность начальника штаба этой же 129-й стрелковой дивизии, которая находилась на прежнем оборонительном рубеже до 6 октября, а во время Вяземской оборонительной операции попала в окружение, из которого отходила в направлении южнее Вязьмы.
После выхода из окружения 10 ноября подполковник М. П. Рышков назначен на должность начальника штаба 160-й стрелковой дивизии, находившейся на восстановлении после выхода из окружения, а 9 декабря переведён на должность начальника штаба 4-й кавалерийской дивизии, ведшей боевые действия в ходе битвы за Москву. В марте 1942 года 4-я кавалерийская дивизия была расформирована, личный состав передан 17-й кавалерийской дивизии, а подполковник М. П. Рышков назначен на должность начальника штаба, после чего принимал участие в боевых действиях в районе г. Белёв по реке Жиздра, затем по рекам Ока и Зуша.
В августе 1942 года назначен на должность инспектора 3-го отдела Управления генерал-инспектора кавалерии Красной армии, а с февраля 1943 года исполнял должность старшего помощника начальника 1-го отдела штаба командующего кавалерией Красной армии, однако в том же месяце переведён на должность начальника штаба 51-й кавалерийской дивизии, находившейся во втором эшелоне Центрального фронта, а в марте — на должность заместителя начальника штаба по оперативной работе — заместителя командующего войсками Степного военного округа по кавалерии.
В середине июля М. П. Рышков назначен заместителем начальника штаба и начальником оперативного отдела штаба конно-механизированной группы под командованием генерал-майора И. А. Плиева, после чего принимал участие в боевых действиях в ходе Донбасской и Мелитопольской наступательных операций, а также в боях в районе Каховки и на Перекопе. В феврале 1944 года группа была расформирована, а М. П. Рышков назначен на должность начальника оперативного отдела штаба 7-го гвардейского кавалерийского корпуса, который вёл боевые действия за Владимир-Волынский, а затем принимал участие в ходе Люблин-Брестской и Висло-Одерской наступательных операций. В начале марта корпус вышел на побережье Балтийского моря в районе Кольберг, Грайфинберг, восточнее Штеттинского залива.
8 апреля 1945 года полковник М. П. Рышков назначен на должность командира 15-й гвардейской кавалерийской дивизии, которая вскоре в ходе Берлинской наступательной операции была введена в прорыв в направлении Кюстрин — г. Ораниенбург — Науэн — Ратенов — Бранденбург.

### Послевоенная карьера
3 июля 1945 года дивизия начала передислокацию в СССР и к 10 сентября сосредоточена в районе Бреста, где была преобразована в 12-ю гвардейскую механизированную дивизию.
В июле 1947 года назначен на должность командира 27-й отдельной стрелковой бригады, дислоцированной в Тоцке (Южно-Уральский военный округ), а в марте 1954 года — на должность военного комиссара Херсонского областного военкомата.
Генерал-майор Михаил Петрович Рышков 26 января 1959 года вышел в запас. Умер 24 апреля 1977 года в Ростове-на-Дону.

## Награды
- Орден Ленина (29.05.1945);
- Четыре ордена Красного Знамени (14.11.1943, 06.08.1944, 21.02.1945, 05.11.1946);
- Орден Красной Звезды (03.11.1944);
- Орден «Знак Почёта» (16.08.1936);
- Медали.

Иностранные награды
- Орден «За воинскую доблесть» (ПНР; 24.04.1946);
- Медаль «За Одру, Нису и Балтику» (ПНР; 27.04.1946);
- Медаль «За Варшаву 1939—1945» (ПНР; 27.04.1946).